# Rue Ribera
La rue Ribera est une voie du 16e arrondissement de Paris, en France.

## Situation et accès

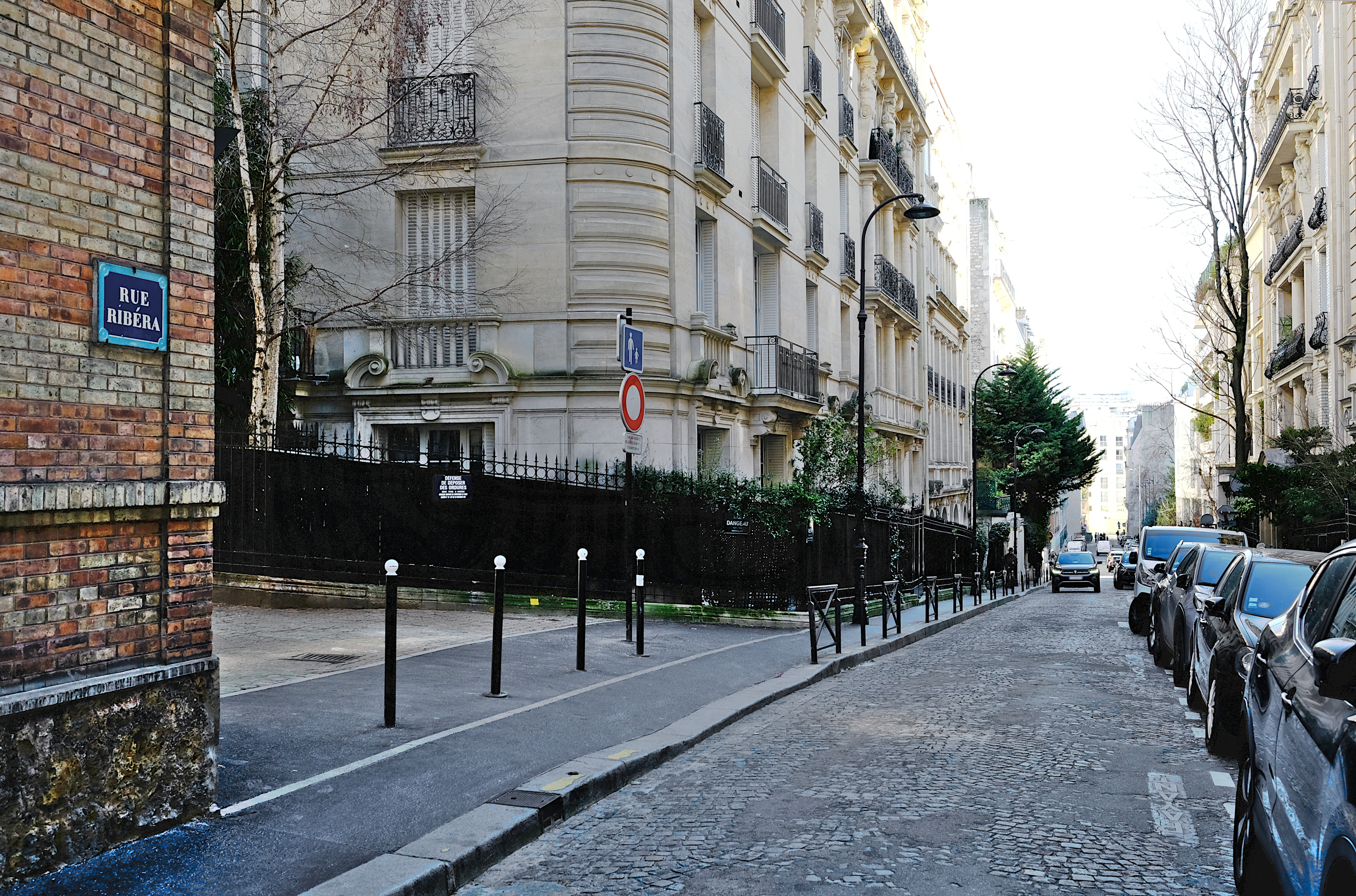
La rue depuis l'avenue Mozart.

La rue Ribera est une voie publique située dans le 16e arrondissement de Paris. Elle débute au 66, rue Jean-de-La-Fontaine et se termine au 83, avenue Mozart.
La rue est à sens unique ouest-est et en forte déclivité. Elle est bordée d'immeubles élégants et longe le site des orphelins d'Auteuil.
Elle est desservie par la ligne 9 à la station Jasmin.

## Origine du nom

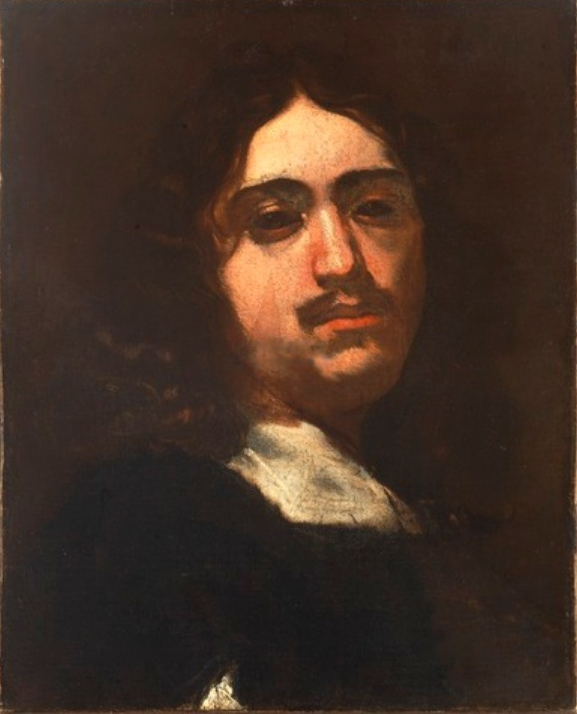
Portrait du peintre José de Ribera.

Elle porte le nom du peintre espagnol José de Ribera (1591-1652),.

## Historique

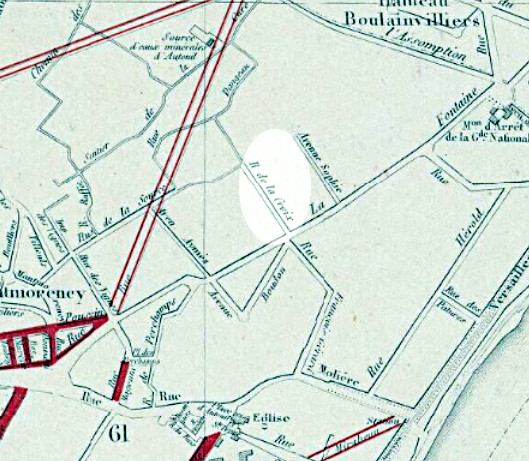
La rue de la Croix (pastille claire) sur le plan de Eugene Andriveau-Goujon de 1848.

La section comprise entre les rues La Fontaine et Dangeau est une voie de l'ancienne commune d'Auteuil dénommée à l'origine « rue de la Croix », qui figure sur le plan cadastral de 1822. Elle devait son nom à une croix de pierre, détruite en 1793 puis remplacée par une croix de bois.
Classée dans la voirie parisienne en vertu du décret du 23 mai 1863, elle prend sa dénomination actuelle par un décret du 11 septembre 1869.

## Bâtiments remarquables et lieux de mémoire

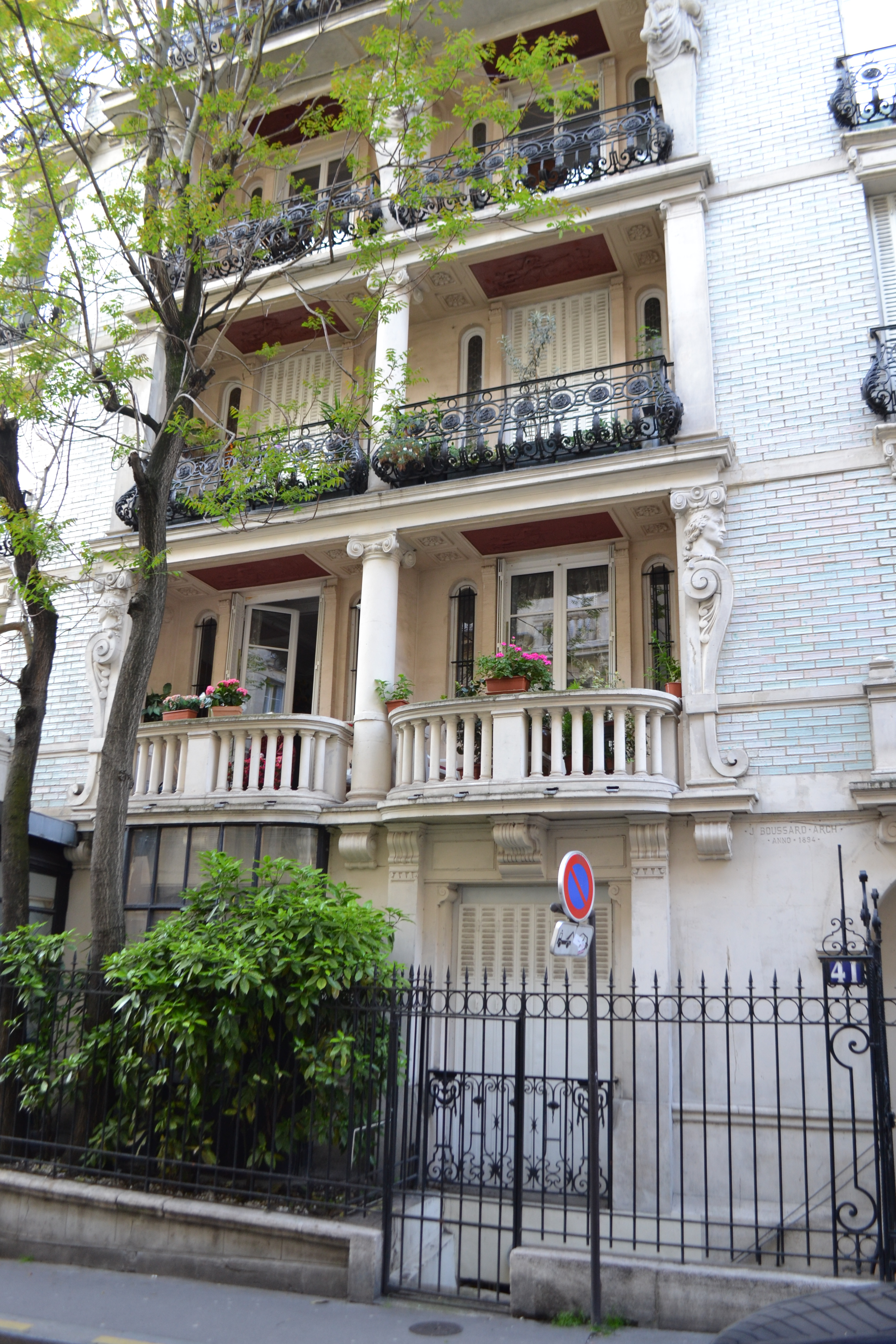
No 41, rue Ribera.

- No 38 : église Saint-Georges, dite aussi « Saint-Georges-des-Roumains[4] », église roumaine gréco-catholique[1].
- No 41 : immeuble conçu par l'architecte Jean-Marie Boussard (1894), qui avait son agence au 38 ; escalier de bois et vestibule avec mosaïque au sol ; inscrit sur la liste des immeubles bénéficiant de la Protection de la Ville de Paris[5]. Le no 45, de 1894, est également de lui.
- No 42 : immeuble essentiellement en pierre de taille de Jean-Marie Boussard (1894) attenant au 5, rue Dangeau. Le 40-40 bis est aussi de lui (1894).

### Bâtiment démoli
- No 37 : à cette adresse se trouvait un hôtel particulier néogothique de trois étages construit en 1898 par l’architecte Jean Boussard pour lui-même[6], dont le journal Excelsior publie une photo le 18 novembre 1937[7]. Cette année-là, en effet, le bâtiment, qui abrite une pension de famille pour vieilles dames, attire l’attention des autorités. Une perquisition y est organisée. Les enquêteurs de la Sûreté nationale y découvrent alors dans la cave un abri blindé, dont l’entrée se fait par une porte dissimulée dans la maçonnerie. Les policiers y trouvent un poste de commandement, un standard téléphonique secret, une ambulance, des armes et des munitions. Plusieurs arrestations, et plusieurs autres perquisitions, ont lieu dans le cadre de cette affaire, dite des Cagoulards[8].

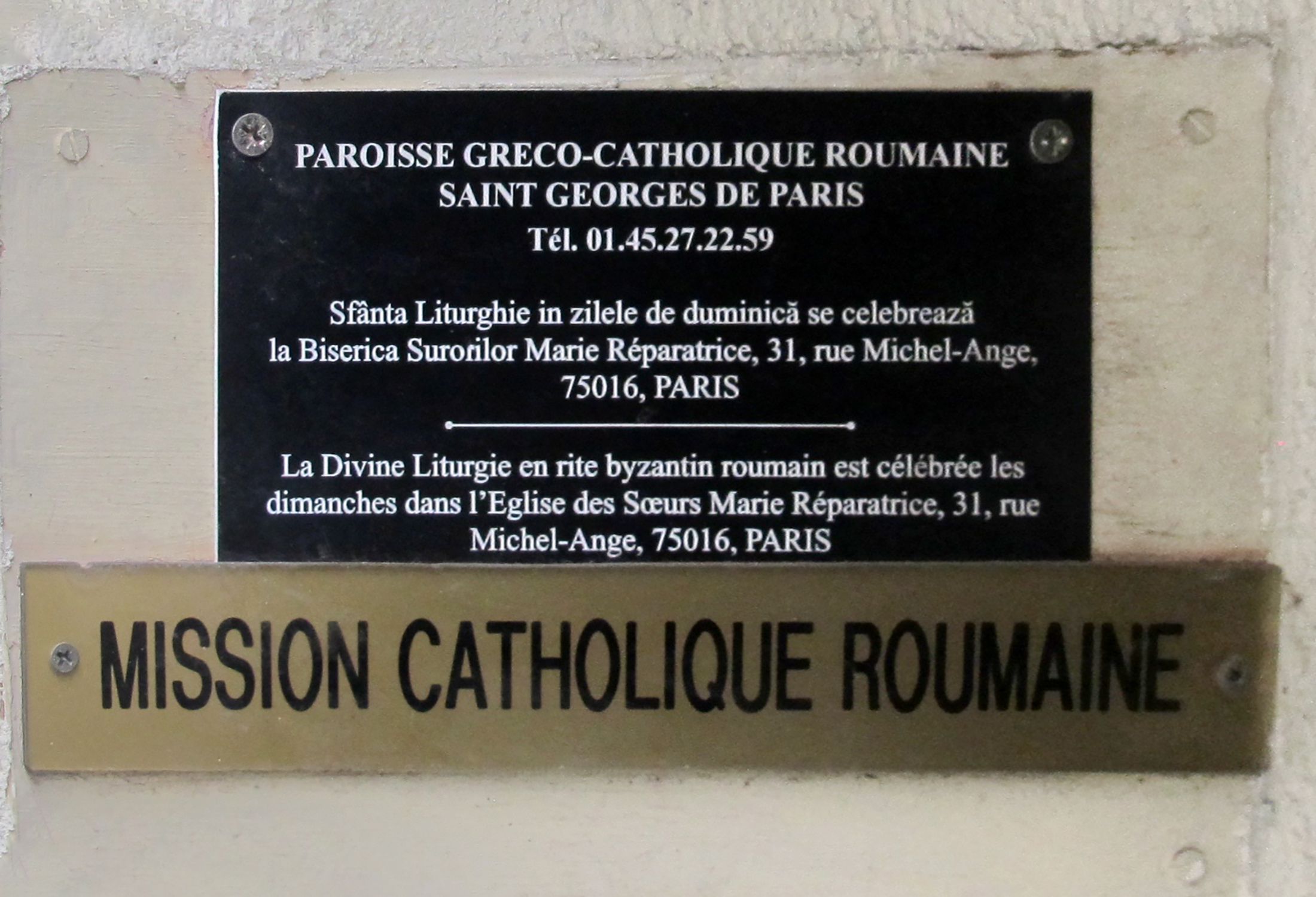
Plaque au no 38.
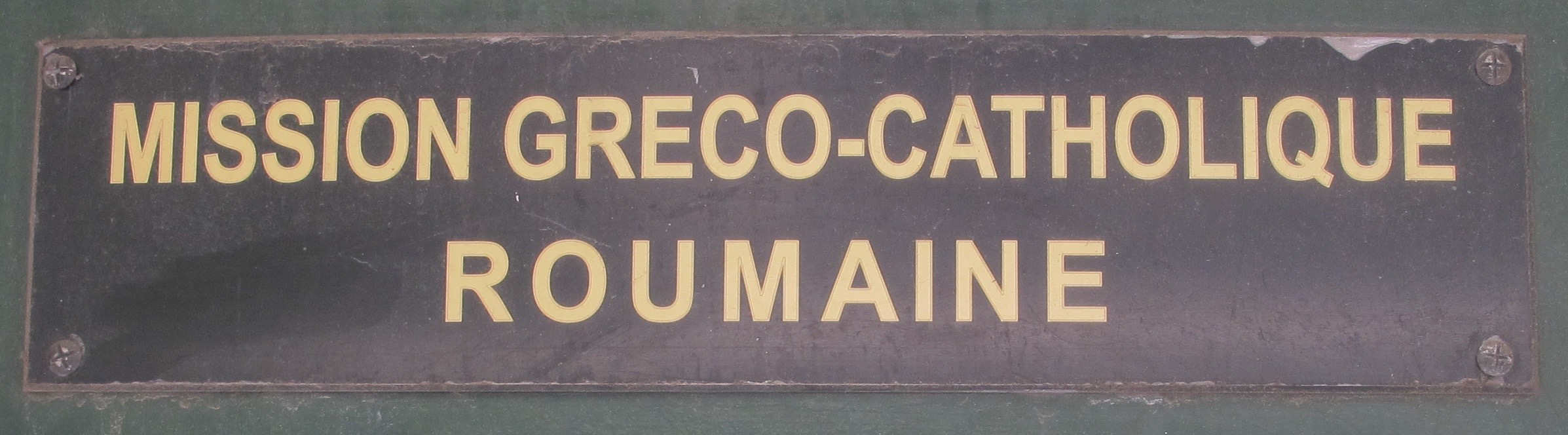
Plaque au no 38.
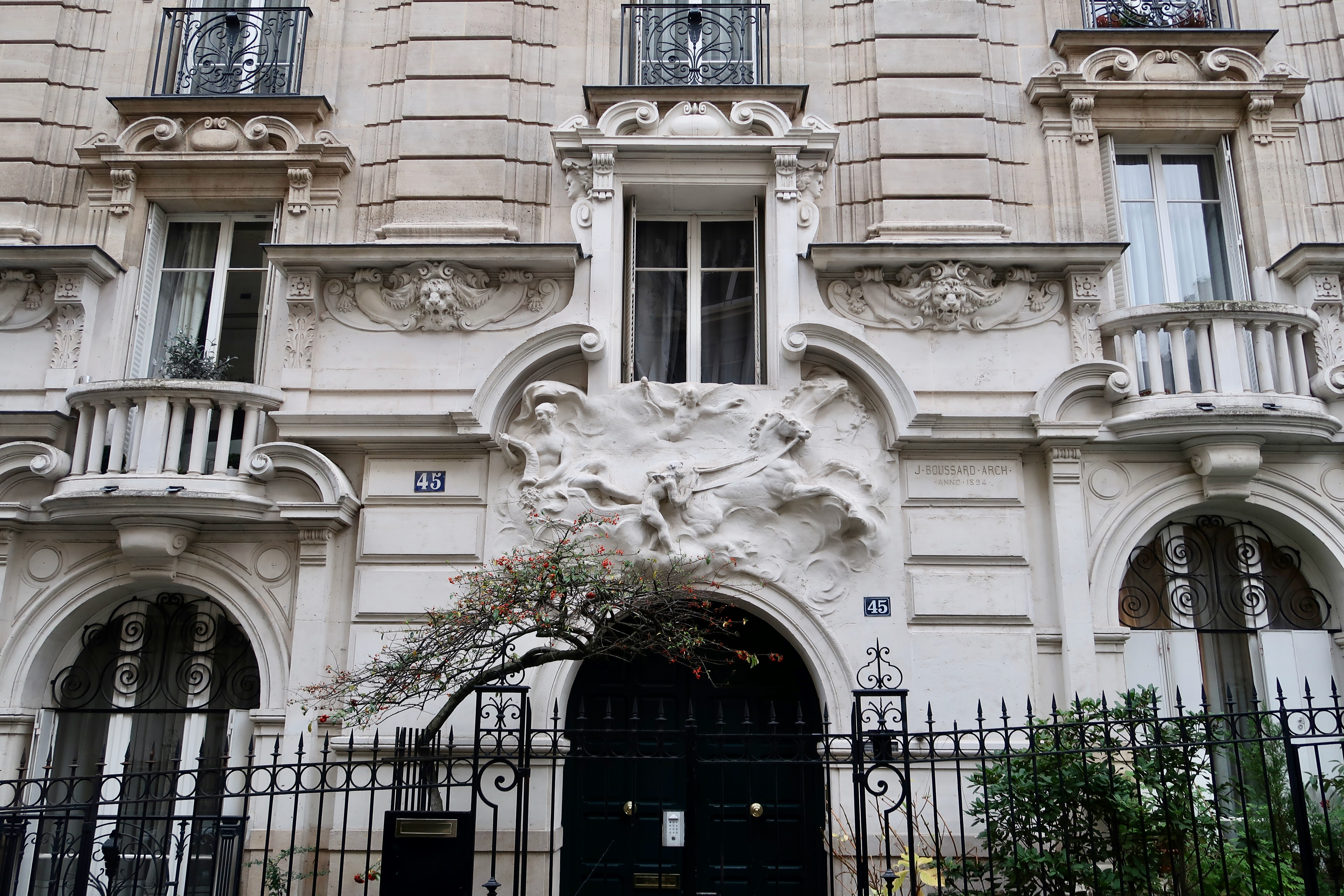
No 45.